# 根こそぎ
『根こそぎ』（ねこそぎ）は、般若のメジャー2枚目のアルバム。2005年2月16日にポニーキャニオンから発売。

## 収録曲
1. レクイエム
2. サンクチュアリ
歌詞にK-DUB SHINE、KREVA、DEV LARGEが登場する。
3. 国際ver.
4. My Home
5. 七転八倒 -みんなbad Boy-
6. あひぃ
7. やっちゃった
8. Skit
9. 花金ナイトフィーバー
2020年、花金ナイトフィーバーの新バージョンである「花金ナイトフィーバー Pt.2 feat.夫1,夫3&夫4（New!）」が制作された[1]。
10. 遠吠え
11. サイン
12. 根こそぎ
13. かいじゅうたちのいるところ
14. 心配すんな
長渕剛の「心配しないで」をサンプリング。
15. 東京one -bonus Track-